# Belén Iglesias
Pour les articles homonymes, voir Iglesias.
Belén Iglesias Marcos née le 6 juillet 1996 à Madrid, est une joueuse de hockey sur gazon espagnole. Elle évolue au poste d'attaquante au Großflottbeker THGC, en Allemagne et avec l'équipe nationale espagnole.
Elle est la sœur de l'international espagnol, Álvaro Iglesias.
Elle a participé aux Jeux olympiques d'été de 2020.

## Carrière

### Championnat d'Europe
- : 2019[4]

### Jeux olympiques
- Top 8 : 2020